# Акаева, Александра Николаевна
Александра Николаевна Акаева (13 мая 1994, Балтийск) — чемпионка мира по армрестлингу.
Выступает в двух категориях:

1) Категория инвалидов в весе до 65 килограмм. 

2) Категория здоровых спортсменов в весе до 65 килограмм.
Начала занятие спортом с 2005 года в городе Балтийске под руководством тренера Светланы Альбертовны Самолиной. В настоящее время продолжает тренироваться и выступать под руководством Сергея Федоровича Попова в Калининграде.

Четыре дня в неделю уделяет тренировкам.

Хобби: пейнтбол, волейбол, боулинг.

## Биография
Александра Николаевна Акаева родилась 13 мая 1994 года в Балтийске, в семье военнослужащих. Отец спортсменки, Николай Алексеевич служит на Балтийском флоте. Долгое время семья жила в Сирии, где проходил службу отец Александры. Спортсменка, неплохо знает арабский язык и культуру. Мама, Тамара Антоновна работает продавцом.
Александра училась в городе Балтийске в школе №6. В седьмом классе её перевели в Балтийскую гимназию №7.

С 11 лет начала заниматься спортом. Именно в этом возрасте Александра посетила свои первые в жизни соревнования на которых одержала победу.
В 2010 году спортсменка поступила в Калининградский колледж на пищевого технолога, где учится и сейчас.
С 2011 года активно выступает на Чемпионатах Мира, Европы и России по армрестлингу, где становится неоднократным победителем.

## Спортивные достижения
2011 год:
- Чемпионат мира по армрестлингу в Казахстане - 3 золотых медали, 1 серебряная медаль, 1 бронзовая медаль.
- Чемпионат Европы по армрестлингу в Турции - 1 золотая медаль, 1 серебряная медаль, 1 бронзовая медаль.
- Чемпионат России по армрестлингу - 3 место.

2012 год:
- Чемпионат мира по армрестлингу в Бразилии - 4 золотых медали, 1 бронзовая медаль.
- Чемпионат Европы по армрестлингу в Польше - 1 золотая медаль, 1 серебряная медаль.

2013 год:
- Чемпионат мира по армрестлингу в Польше - 2 золотые медали, 1 серебряная медаль.
- Чемпионат Европы по армрестлингу в Литве - 2 золотые медали, 1 серебряная медаль.
- Чемпионат России по армрестлингу - 2 место.

## Награды и звания
В 2012 году, в рамках подведения спортивных итогов в Калининградской области, который проводился Агентством по спорту, Александра Акаева получила титул "Лучшей спортсменки в адаптивном спорте"
- В России призовые места определяют по сумме побед на двух руках, на чемпионатах мира и Европы по каждой отдельной руке.